# Разград (Монтанська область)
Ра́зград (болг. Разград) — село в Монтанській області Болгарії. Входить до складу общини Вилчедрим.

## Населення
За даними перепису населення 2011 року у селі проживали 686 осіб.
Національний склад населення села:
| Національність   | Кількість осіб | Відсоток |
| ---------------- | -------------- | -------- |
| болгари          | 562            | 83,1%    |
| цигани           | 112            | 16,6%    |
| турки            | 0              | 0%       |
| Всього відповіли | 676            |          |

Розподіл населення за віком у 2011 році:
Динаміка населення: